# Idéalisme britannique
Pour les articles homonymes, voir Idéalisme.

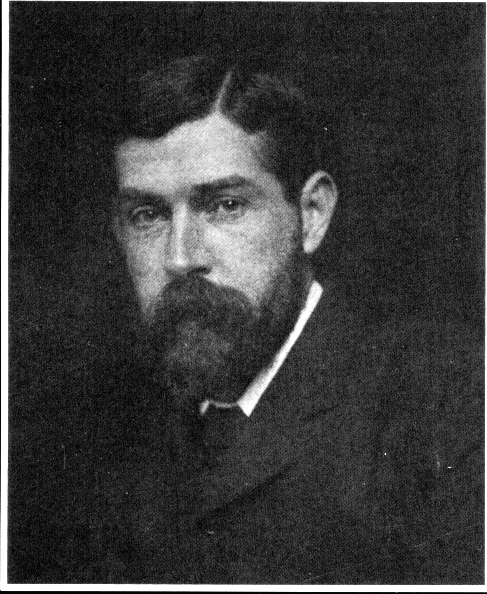
Francis Herbert Bradley, plus célèbre idéaliste britannique

Branche de l'idéalisme absolu, l'idéalisme britannique est un mouvement philosophique influent en Grande-Bretagne à partir du milieu du XIXe siècle jusqu'au début du XXe siècle. Les figures de proue du mouvement sont T. H. Green (1836–1882), Francis Herbert Bradley (1846–1924) et Bernard Bosanquet (1848–1923). Une seconde génération leur succède composée de J. M. E. McTaggart (1866–1925), Harold Joachim (1868–1938), John Henry Muirhead (1855–1940), et Robin G. Collingwood (1889-1943). La dernière grande personnalité de cette tradition est Geoffrey Reginald Gilchrist Mure (1893–1979). Les idées du début de l'idéalisme britannique provoquent à ce point les jeunes philosophes de Cambridge G. E. Moore et Bertrand Russell qu'ils fondent une nouvelle tradition philosophique, la philosophie analytique.

## Concepts
Bien que beaucoup plus varié que certains commentaires ne laisseraient à penser, l'idéalisme britannique est généralement marqué par plusieurs grandes tendances : une croyance dans un absolu (une seule réalité qui englobe tout ce qui dans un certain sens forme un système cohérent et englobant) ; l'affectation à une place éminente de la raison à la fois comme faculté par laquelle la structure de l'Absolu est saisie et comme cette structure elle-même ; et un refus fondamental d'accepter une dichotomie entre la pensée et l'objet, la réalité étant composée à la fois de pensée et d'objet en une unité fortement cohérente.
L'idéalisme britannique s'est largement développé à partir du mouvement idéaliste allemand ; en particulier des philosophes tels que Emmanuel Kant et G. W. F. Hegel, caractérisés par Green, entre autres, comme le salut de la philosophie britannique après le rejet attesté de l'empirisme. Le mouvement est certainement une réaction contre la pensée de John Locke, David Hume, John Stuart Mill, Henry Sidgwick et autres empiristes et utilitaristes. Certains de ceux qui sont impliqués auraient nié toute influence spécifique, en particulier à l'égard de Hegel, néanmoins, l'ouvrage Le Secret de Hegel de James Hutchison Stirling est présumé avoir fait nombre de convertis en Grande-Bretagne.
L'idéalisme britannique est influencé par Hegel au moins dans ses grandes lignes, et adopte indéniablement une partie de la terminologie et des doctrines de Hegel. Des exemples comprennent non seulement l'Absolu précédemment mentionné mais également une doctrine des relations internes, une théorie de la cohérence de la vérité et un concept d'« universel concret ». Certains commentateurs ont également souligné une sorte de structure dialectique par exemple dans certains des écrits de Bradley. Mais peu d'idéalistes britanniques ont adopté entièrement la philosophie de Hegel et ses écrits les plus importants sur la logique semblent n'avoir trouvé aucune place que ce soit dans leur pensée. D'autre part, Mure qui « étudie profondément Hegel » « a consacré sa vie à la thèse ontologique centrale de Hegel ».[pertinence contestée]
Du point de vue politique, les idéalistes britanniques sont largement préoccupés de réfuter ce qu'ils considèrent comme une forme fragile et « atomistique » de l'individualisme, comme celui adoptée par Herbert Spencer. À leur avis, les humains sont des êtres fondamentalement sociaux d'une manière et à un degré pas suffisamment reconnus par Spencer et ses disciples. Les idéalistes britanniques ne réifient cependant pas l'État de la manière dont Hegel l'a apparemment fait ; Green en particulier parle de l'individu comme le seul lieu (sole locus) de valeur et soutient que l'existence de l'État ne se justifie que dans la mesure où il contribué à la réalisation de valeur dans la vie des individus.
L'emprise de l'idéalisme britannique au Royaume-Uni s'affaiblit lorsque Bertrand Russell et Moore, qui ont été éduqués dans la tradition idéaliste britannique, se retournent contre lui. Moore en particulier délivre ce qui en vient rapidement à être accepté comme arguments probants contre l'idéalisme. À la fin des années 1950, Mure, dans son Retreat From Truth (Oxford 1958), critique Russell, Wittgenstein et des aspects de la philosophie analytique d'un point de vue idéaliste.
L'influence de l'idéalisme britannique aux États-Unis a été quelque peu limitée. Les premiers travaux de Josiah Royce ont quelque chose de néo-hégélien, de même que ceux d'une poignée de ses contemporains moins célèbres. Le rationaliste américain Brand Blanshard a été si fortement influencée par Bradley, Bosanquet et Green (et d'autres philosophes britanniques) qu'il pourrait presque être considéré comme un philosophe britannique lui-même. Même cette influence limitée, cependant, n'a pas survécu au XXe siècle.